# John W. Raymond

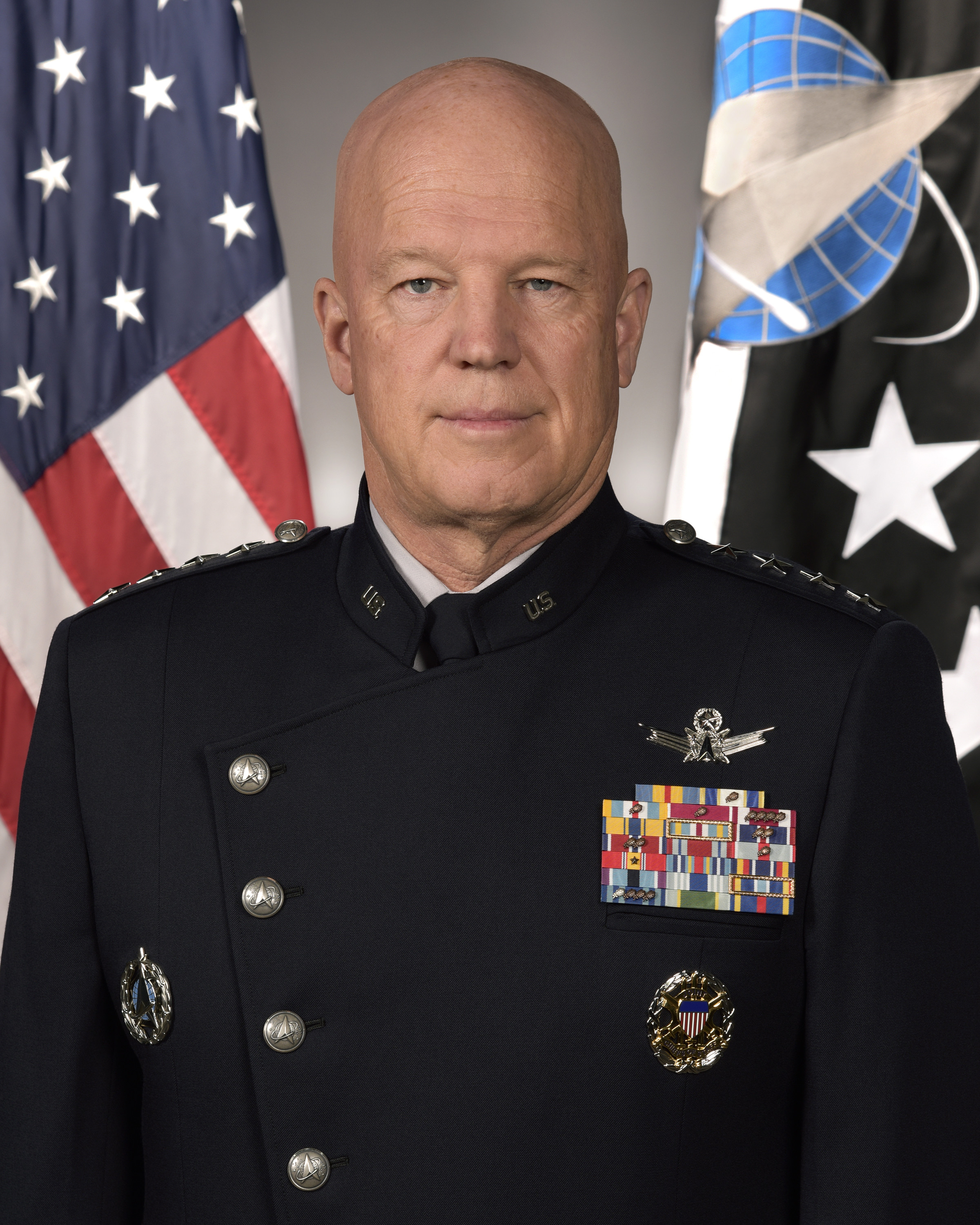
John W. Raymond (2022)

John W. Raymond (* 30. April 1962 im Monterey County, Kalifornien) ist ein ehemaliger US-amerikanischer General. Er war von 2019 bis 2022 der erste Chief of Space Operations der neu gegründeten United States Space Force.

## Leben

### US-Luftstreitkräfte

#### Laufbahn als Offizier
John W. Raymond erwarb 1984 einen Bachelor of Science an der Clemson University im gleichnamigen Ort im US-Bundesstaat South Carolina, bevor er sich 1985 dazu entschloss, sich aus dem Reserve Officer Training Program (ROTC) heraus für den Dienst in den US-Streitkräften zu verpflichten. Von August 1985 bis Oktober 1989 befehligte er in Folge eine Crew zur Bedienung von LGM-30 Minuteman-Raketen auf der Grand Forks Air Force Base in North Dakota. Zuletzt war er auch als Instrukteur neuer Crewmitglieder tätig. Von Herbst 1989 bis August 1993 war er Controller in der Operationszentrale der 1st Strategic Aerospace Division auf der Vandenberg Air Force Base in Kalifornien und danach bis Februar 1996 in der Operationszentrale des Air Force Space Command tätig. Bis August 1996 folgte noch eine weitere Verwendung im gleichen Kommando in der Commander in Chief's Action Group des Kommandeurs.
Darauf folgte ein Jahr am Air Command and Staff College auf der Maxwell Air Force Base in Alabama bis Juni 1997. Von Juni 1997 bis April 2000 war Raymond im Hauptquartier der United States Air Force im Pentagon in Arlington in Virginia stationiert, zunächst als Space and Missile Force Programmer und im Anschluss als Chief, Expeditionary Aerospace Force Space and Program Integration.
Seine nächste Verwendung führte Raymond ins Vereinigte Königreich auf den Stützpunkt RAF Feltwell als Kommandeur der 5th Space Surveillance Squadron. Nach etwas mehr als einem Jahr kehrte er um Juni 2001 auf die Peterson Air Force Base nach Colorado zurück und war dort stellvertretender Kommandeur der 21st Operations Group. Von Juli 2002 bis Juni 2003 war er anschließend Lehrgangsteilnehmer am Naval War College in Newport, Rhode Island.
Von 2003 bis 2005 arbeitete Raymond im Büro des US-Verteidigungsministers, Donald Rumsfeld, in der Abteilung für Strukturreformen (Office of Force Transformation), von 2005 bis 2009 folgten weitere Truppenkommandos als Commander der 30th Operations Group wiederum auf der Vandenberg AFB wo er gleichzeitig Director of Space Forces war und das Combined Air Operations Center für Vorderasien leitete und von 2007 bis 2009 als Commander, 21st Space Wing auf der Peterson AFB in Colorado.

#### Dienst als General
2009 ging Raymond erneut ins Air Force Space Command als Abteilungsleiter für Planung, Programmentwicklung und Analysen und wurde in dieser Zeit zum Brigadier General befördert. Von Dezember 2010 bis Juli 2012 schloss sich ein Kommando als Vizekommandeur der Fifth Air Force und in Personalunion als stellvertretender Kommandeur der Thirteenth Air Force auf der Yokota Air Base in Japan an. Kurz vor Ende seiner Zeit in Japan wurde er im Mai 2012 zum Major General befördert. Seine Nächste Verwendung führte ihn in den US-Bundesstaat Nebraska auf die Offutt Air Force Base und das dortige United States Strategic Command erneut als Abteilungsleiter für Planung und Grundsatzthemen. Im Januar 2014 übernahm er das Kommando über die Fourteenth Air Force in Vandenberg und wurde gleichzeitig zum Lieutenant General befördert. Im August 2015 Übergabe dieses Kommando wieder und nahm im Pentagon die Stelle des Deputy Chief of Staff for Operations of the United States Air Force ein. Wie auch in mehreren seiner vorherigen Verwendungen war er hier für den Planungsprozess und die Umsetzung der politischen Agenda des US-Verteidigungsministeriums verantwortlich und arbeitete direkt dem Befehlshaber der USAF, dem Chief of Staff of the Air Force, zu.
Aufgrund seiner bisherigen Verwendungen im Bereich des Space Command wurde er im September 2016 offiziell zu seiner Beförderung zum General und als neuer Kommandeur des Air Force Space Command nominiert und wurde Ende Oktober 2016 Nachfolger von John E. Hyten, der das United States Strategic Command übernahm. Raymonds Beförderung zum General erfolgte kurz vor der Übernahme des Kommandos am 25. Oktober 2016. Während seiner Zeit als Kommandeur wurde entschieden, eine weitere Teilstreitkraft zu etablieren, die für alle Operationen im Weltraum verantwortlich sein sollte. Raymond wurde damit beauftragt, die Aufstellung zu leiten.

#### ErsterChief of Space Operations
Mit Aufstellung des United States Space Command und der United States Space Force übernahm Raymond als erster General dessen Führung. Als Chief of Space Operations war er dabei gleichzeitig Mitglied der Joint Chiefs of Staff, dem Gremium der Streitkräfte der Vereinigten Staaten, das direkt dem Präsidenten in allen verteidigungspolitischen Fragen zuarbeitet. Im August 2022 übergab er das Kommando an seinen Stellvertreter und trat Anfang 2023 in den Ruhestand.

### Privatwirtschaft
Nach seiner Verabschiedung in den Ruhestand wurde Raymond Anfang 2023 Mitglied des Board of Directors beim Raumfahrtunternehmen Axiom Space. Seit Mai 2023 ist er Senior Managing Director bei Cerberus Capital Management.